# SN 1998dw
SN 1998dw – supernowa typu Ia odkryta 28 sierpnia 1998 roku w galaktyce A010911-1529. W momencie odkrycia miała maksymalną jasność 18,80m.